# Paddy Moloney
Paddy Moloney (irsky Pádraig Ó Maoldomhnaigh, 1. srpna 1938 Dublin – 11. října 2021 Dublin) byl irský hudebník, jeden ze zakladatelů skupiny The Chieftains.
Narodil se v Donnycarney poblíž Dublinu. Matka mu koupila první irskou píšťalku ve věku šesti let. Když mu bylo osm, začal se učit hrát na irské dudy. Moloney umí také hrát na akordeon a bodhrán. V roce 1959 společně s Garechem Brownem založil hudební vydavatelství Claddagh Records, o devět let později se stal jeho producentem a pomáhal s nahráváním 45 alb. Na začátku 60. let se stal členem tradiční irské kapely Ceoltóirí Chualann.
Paddy Moloney spolupracoval s Mikem Oldfieldem, Mickem Jaggerem, Stingem nebo Steviem Wonderem. Je hlavním autorem hudby skupiny The Chieftains. Rovněž složil hudbu pro několik filmů.

## Vybraná diskografie
- Paddy Moloney and others – The Drones and Chanters: Irish Pipering (1971)
- Paddy Moloney and Sean Potts – Tin Whistles (1974)
- Silent Night: A Christmas in Rome (1998)